# قلعه بارده
قلعه داراب خان و محمدحسن خان نامور، قلعه ای تاریخی مربوط به دوره قاجار است که در روستای بارده از توابع شهرستان بن قرار دارد. این اثر در تاریخ ۱۱ مرداد ۱۳۸۴ با شمارهٔ ثبت ۱۲۴۰۴ به‌عنوان یکی از آثار ملی ایران به ثبت رسیده‌است.

## تاریخچه قلعه
این قلعه درحدود سال ۱۲۷۸ هجری قمری توسط دو برادر بنامهای محمد حسن خان و داراب خان نامور فرزندان چراغعلی خان ازسران ایل چهارلنگ طایفه محمودصالح ساخته شده‌است. چراغعلی خان قلعه اول خود را درجایی که امروزه بافت روستای بارده آن را احاطه کرده‌است، ساخته که دراحداث آن بیشتر جنبهٔ دفاعی مورد توجه قرارداشته است.
از حدود سال ۱۲۷۰ هجری قمری بنیان قلعه به‌جای قلعه قبلی گذارده شده‌است. براساس وصیت نامه محمدحسن خان که نزد نوادگان وی موجود است مبلغ ۳۰۰۰ تومان خرج احداث قلعه شد که محمد حسن خان به فرزندان خود وصیت نموده‌است که قلعه را تکمیل و تزیین نمایند که این کار هیچ‌گاه انجام نگرفت. امروزه قلعه در اختیار بازماندگان محمدحسن خان و داراب خان قرار دارد.

## معماری
قلعه بارده، تنها قلعه از خان‌های ایل چهارلنگ است که در استان چهارمحال و بختیاری به‌جای‌مانده است. موقعیت مکانی قلعه به‌گونه‌ای است که از سمت‌شرق دارای شیب زیادی تا کف دره ابتدای روستا است‌ اما از سه جهت دیگر قابل‌دسترسی است. اطراف قلعه را دشت و مرتع و در قسمتی به سمت روستا، ساختمان‌ها احاطه کرده‌اند.
قلعه‌ای که دو بیرونی و اندرونی جدا دارد و اندرونی‌ها دارای زیرزمین و حمام و طبقه همکف بوده و جوانب جنوبی و شمالی آنها را اتاق‌های نشیمن احاطه کرده است. بیرونی‌ها شامل سرطویله و اصطبل هستند که قسمت اعیانی با راه ورودی جداگانه برروی آنها ساخته شده است.

## معماران
معماران قلعه بارده، استاد اسماعیل ترکان بنا و برادرش استاد محمدعلی معمار اصفهانی بوده‌اند که قلعه‌ سردار شجاع‌الملک در روستای بلمیر از توابع شهرستان فریدن هم به وسیله‌ آنها با گچبری بسیار فاخری ساخته شده است. این معماران از نوادگان استاد علی‌اکبر اصفهانی بودند که مسجد‌ شاه اصفهان را بنا کرد.
برخلاف اکثر بناهای تاریخی، زندگی در قلعه تاریخی بارده همچنان جاری است و نوادگان و نتیجه‌های داراب خان و محمد حسن خان همچنان در این بنا زندگی می‌کنند. این بنا در عین حال پذیرای علاقمندان و گردشگرانی هستند که قصد بازدید از قلعه را دارند.